# 상천천
상천천(象川川)은 울산광역시 울주군 삼남읍 가천리의 작은못에서 발원하여 심천저수지와 삼남읍 중심지를 거쳐 동류하다가 상천리에서 태화강의 지류인 삼동천으로 흘러드는 강이다. 2012년 2월 22일 삼성SDI 등은 신불산과 이 강을 정비하고 지역 문화재를 보수하였다.